# Фу (ди)
Фу (кит. 苻) — древний дисский род, основавший царство Ранняя Цинь (351—394).

## Происхождение
Фу представляли собой один из древних дисских родов. Ди — племена группы Бай ма («Белая лошадь») — с древности «сами имели правителей цзюньчжан». Ди жили южнее Чжилун и западнее реки Ханьчуань (в северной части современной пров. Сычуань, КНР), «сами ставили над собой доблестных начальников». При ханьском императоре У-ди после китайских походов на ди в этом районе была создана область Уду, а население звалось «бай ди» (белые ди) или «ту ди» (древние ди). «Каждый имел [князей] — хоу и ванов». Хоу и ваны получали свои титулы из Китая. По одной из версий, ди были племенами тибето-бирманской группы, по другой версии — древними монголами.

## История

### Предыстория
О дисцах и цянах упоминает древнейший китайский литературный памятник Ши цзин, составление которого относится приблизительно к концу эпохи Западная Чжоу (1122—770 гг. до н. э.) и к началу периода Чуньцю (770—403 гг. до н. э.). Ди и цяны существовали и при династии Хань, занимая земли к западу от находящихся в провинции Ганьсу гор Луншань. Более подробно и достоверно рассказывает о дисцах Сыма Цянь, относивший их к юго-западным исцам (си-нань и), под которыми он имел в виду многочисленные племена, проживавшие в южной части Ганьсу, западной и южной частях Сычуани, юго-западной части Гуйчжоу и Юньнани.
Первоначально дисцы, вплоть до периода «Шестнадцати государств пяти северных племен», никак не проявляли себя. Затем, во время смуты в эру правления Юн-цзя (311 г.), выдвинулся Фу Хун, вождь одного из дисских племён, который признал над собой власть династии Ранняя Чжао. Когда император династии Ранняя Чжао, Лю Яо, потерпел поражение, Фу Хун изъявил покорность династии Поздняя Чжао.
В дальнейшем позднечжаоский император Ши Лэ лишил Фу Хуна должности, после чего он перешел на сторону династии Цзинь. Вскоре, пользуясь происходившими беспорядками, Фу Хун самовольно объявил себя великим шаньюем и присвоил титул Саньцинь-вана, т. е. правителя земель бывшей династии Цинь. Имея сто тысяч воинов, он стал разрабатывать планы захвата всей Поднебесной, для чего ему было необходимо уничтожить Жань Миня, основателя династии Вэй, Мужун Цзюня, императора династии Ранняя Янь, и Яо Сяна, одного из родоначальников династии Поздняя Цинь. Однако этим планам не было суждено осуществиться. Фу Хуна отравил взятый в плен бывший военачальник династии Поздняя Чжао — Ма Цю.

### Ранняя Цинь

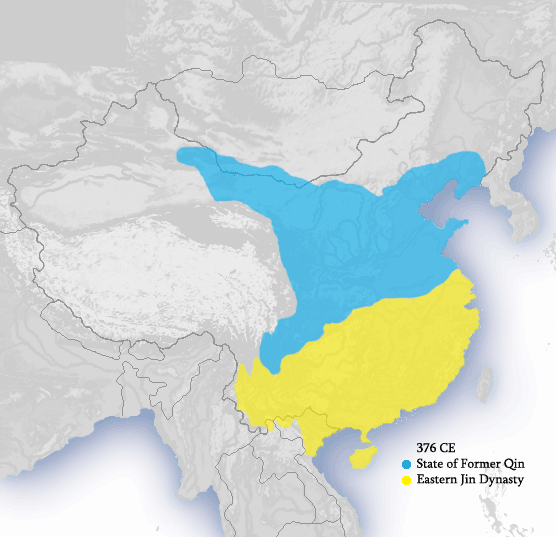
Территория царства Ранняя Цинь в период правления Фу Цзяня (II)

Сын Фу Хуна, Фу Цзянь (I), ставший первым правителем Ранней Цинь, казнил Ма Цю, взял власть в свои руки и, выполняя волю отца, переселился из Фантоу в район Гуаньчжун, занимавший территорию юга современной провинции Шэньси, основал столицу в Чанъани и в 351 г. вступил на императорский престол. На западе ему удалось разбить войска династии Ранняя Лян, внутри страны подавить несколько восстаний, а затем нанести поражение цзиньскому военачальнику Хуань Вэню, выступившему на помощь восставшим.
Следующий император Фу Шэн, занявший престол после Фу Цзяня (I), единственного дисского императора, умершего своей смертью, отличался жестокостью и погряз в пьянстве, в результате был убит, после чего в 357 г. на престол вступил Фу Цзянь (II), с именем которого связывается стремительный взлёт династии Ранняя Цинь.
Фан Сюаньлин, автор «Истории династии Цзинь» оценивая Фу Цзяня (II), писал следующее: «Фу Цзянь (II) усмирил династию Ранняя Янь, установил порядок в землях Шу, захватил округ Дай и поглотил область Лянчжоу, в результате чего занял две трети всех земель государства и расположился в семи областях из девяти. Далекие страны склонились перед его справедливостью, глухие труднодоступные места испытывали желание примкнуть к нему, а поэтому остановили лошадей (т. е. прекратили военные действия) и стали подносить составленные в его честь песни, поручать сидящим на ветвях фениксам петь в его честь гимны, его заслуги сравнивались с заслугами живших в прошлом героев и разве его непосредственное благотворное влияние сказалось только на то время, в котором он жил! Ни одно из пяти северных племен, даже в период своего расцвета, не могло сравниться с ним в могуществе».
После смерти Фу Цзяня (II) престол перешёл сначала к Фу Пи (385—386), его старшему сыну от наложницы, а затем к Фу Дэну (386—394), который погиб в сражении с вождем цянов Яо Сином. Всего с 351 г., когда Фу Цзянь (I) вступил на императорский престол, и до Фу Дэна сменилось пять правителей, правивших в общей сложности 44 года.